# ぐるっと8県 九州沖縄
ぐるっと8県 九州沖縄（ぐるっとはちけん きゅうしゅうおきなわ）は、NHK福岡放送局とNHKプラネット九州支社が制作し、2003年秋から9年半にわたり九州・沖縄向けに放送した地域情報番組である。

## 概要
2003年9月29日開始。それまで九州・沖縄では11:30から順次各県ごとに番組が放送されてきたが、これらを内包し広域化したものである。当初は11:05に始め、11:40に県域移行していたが、NHKのリストラにより2006年度から開始時刻が11:30に、県域移行時刻が11:45に繰り下げられ、枠が短縮された。宮崎局では、2006年初めまで県域の放送でも同じタイトルを使用していた。
福岡県内では県別分岐以降の時間も引き続き県域番組として放送した。
- 2007年度までは、企画コーナーと全国の気象情報を全県向けとして、最後の気象情報のみを福岡・北九州両局で別々に放送していた。
- 2008年度は北九州局での差し替えが無く、全県で完全に同じ内容を放送した。
- 2009年度からは、かつての『なんしよ〜ん!?北九州』のような“番組内番組”『きたきゅうたいむ』を金曜日に編成。但し気象情報の独自化は2010年度から。

番組晩期の2011・2012年度は、本編が国会中継などで潰れる事態を受け、『ひるブラ』『金曜バラエティー』『BSコンシェルジュ』を差し替え「増刊号」を放送するようになった。もともとは当初の放送開始時刻まで拡大してデジタルテレビジョン放送の特徴である双方向サービスを利用した企画を行うためのものであった。
メインMCの野尻あかねが福岡局勤務長期となったことや、受信料値下げと東日本大震災による編成方針見直しにより、2013年3月21日の放送を最後に打ち切られた。後継番組は『はっけんTV』。

## 放送時間の変遷
2003年9月29日〜2006年3月
ブロック枠：11:05 - 11:40
福岡県域枠：11:40 - 11:59.55
2006年4月〜2013年3月21日
ブロック枠：11:30 - 11:45
福岡県域枠：11:45 - 11:59.55
増刊号枠：11:05 - 11:45（2010年度まで）→12:20 - 12:43（2011年度以降）
（いずれも、11:54-11:57は東京からの「全国の気象情報」を挿入）

## 2020年歴代の主なコーナー

### 九州・沖縄向け
九州・沖縄のニュース
福岡局の日勤アナウンサーが担当。
うんちくの旅
わがまちのお宝→教えて!ふるさと自慢
九州・沖縄の自治体関係者等が、地域の名産・イベント・歴史・自然などについてPRする。
地域の映像
県別放送へのつなぎとして放送
金曜トークサロン→プレミアムトーク
九州・沖縄地域で活動する人やゆかりある人に話を聞く。
増刊号
「双方向サービス」を利用した企画を展開。概ね月1回。

### 福岡県内向け
みんなで体操
健康運動指導士で、専門学校講師など多方面で活躍する太刀山美樹が、健康・美容に役立ち、家庭でも手軽にできる体操を紹介。日によっては、専門学校での太刀山の教え子たちも授業の一環として参加することがあった。
北九州発!ふれあい町あるき
北九州局リポーターが、エリア内の市町村を訪ね、町と人の魅力を発見する小旅行コーナー。
北九情報館
旬でクッキング
ふれあい便り
県内で地域活動に取り組む人達を紹介するコーナー。取材はその地域を管轄する放送局が行った。
ふるさとところどころ
北九州局リポーターが、福岡県内各市町村の隠れた魅力を発掘するミニ紀行。この番組では枠が足りないので3日間に分けて放送したが、『NEWSシャトル北九州』では水曜日にまとめて放送していた。
今が旬
卸売市場の関係者を招いて、旬の食材の最新動向やおいしい食べ方などを紹介。
あしたのグゥー
料理研究家の益元泰江がお弁当作りにも役立つ料理のレシピを紹介。もともとは『なんしよ～ん!?北九州』のコーナーだったが、2006年4月に師匠の山際千津枝と枠を入れ替える形でこの番組で放送されるようになった。その時の名残もあり、北九州局のアナウンサーがボクシングの試合実況のスタイルで益元の料理の模様を実況していた。ちなみに、このコーナータイトルは、亡き梶原一騎原作の『あしたのジョー』から来ており、『なんしよ～ん!?』時代はそのアニメーション作品のテーマ曲でコーナーがスタートしていた。
いきいき健康塾ツボ
鍼灸師の田中理がツボを使った健康法を紹介。東洋医学的な診かたを交えながらわかりやすく解説していた。
きらり☆おやじ塾
食のチカラ
ふくおか発見伝!
すいよう元気塾
ごきげん ふくおかナビ

## スタジオ
スタジオは、NHK福岡放送局が1階の視聴者公開部分に設けている「パークサイドスタジオ」を使用しており、放送を生で見学することができた。また、小中学校の社会科教育の支援の一環として、放送体験学習の児童・職場体験学習の生徒を受け入れることがあった。

## キャスター

### 福岡担当
- 野尻あかね（開始当初から）
- 二宮正博
- 小野塚康之…当初金曜日担当
- 佐々木理恵…2008年度から2011年度まで担当。現在は『おはよう九州沖縄』の気象キャスター。
- 岩野留衣…2012年度担当。後継番組『はっけんTV』にも出演する。
- 松井渉（まつい わたる、日本気象協会九州支社所属気象予報士）…55分時代は金曜の担当で、2008年度に復帰
- 山口久美子（気象予報士）…松井の同僚。55分時代に担当
- 猪原智紀（いはら とものり、アナウンサー）…「増刊号」のヘルプ

### 北九州担当
- 丹友美
- 田中美穂
- 重松亜紀…退局後の2008年10月にヘルプとして復帰し、半年担当した。
- 牧陽子…山口県出身。2009年度は『きたきゅうたいむ』進行